# Замфирово
Замфи́рово (болг. Замфирово) — село в Монтанській області Болгарії. Входить до складу общини Берковиця.

## Населення
За даними перепису населення 2011 року у селі проживали 1297 осіб.
Національний склад населення села:
| Національність   | Кількість осіб | Відсоток |
| ---------------- | -------------- | -------- |
| болгари          | 1150           | 89,3%    |
| цигани           | 130            | 10,1%    |
| турки            | 0              | 0%       |
| інша             | 4              | 0,3%     |
| не визначились   | 4              | 0,3%     |
| Всього відповіли | 1288           |          |

Розподіл населення за віком у 2011 році:
Динаміка населення: